# Arthroleptella lightfooti
Espèce
Synonymes
- Arthroleptis lightfooti Boulenger, 1910

Statut de conservation UICN

 NT  : Quasi menacé
Arthroleptella lightfooti est une espèce d'amphibiens de la famille des Pyxicephalidae.

## Répartition
Cette espèce est endémique du Sud-Ouest de la province de Cap-Occidental en Afrique du Sud. Elle se rencontre jusqu'à 1 000 m d'altitude,.

## Description
L'holotype de Arthroleptella lightfooti mesure 16 mm. Cette espèce a le dos brun grisâtre avec les flancs et le museau plus clairs. Une barre brun noirâtre s'étend de la narine jusqu'à la racine du membre antérieur en passant par l’œil. Sa face ventrale est blanche. Les flancs et la face interne des membres sont marbrés de brun sombre.

## Étymologie
Cette espèce est nommée en l'honneur de Robert Mark Lightfoot (1864-1921).

## Publication originale
- Boulenger, 1910 : A revised list of the South African reptiles and batrachians, with synoptic tables, special reference to the specimens in the South African Museum, and descriptions of new species. Annals of the South African Museum, vol. 5, p. 455-538 (texte intégral).